# Nadroga F.C.
Nadroga F.C. là một câu lạc bộ bóng đá Fiji đến từ Lawaqa Park. Trang phục của đội bóng bao gồm áo vàng xanh, quần xanh và tất vàng.

## Lịch sử
Nadroga F.C. được thành lập năm 1938, với sự thành lập của Hiệp hội bóng đá Nadroga dưới sự điều hành của Chủ tịch Dildar Masih. Nadroga tham gia
Giải bóng đá vô địch liên quận (IDC) lần đầu tiên năm 1939, thua trước đội bóng láng giềng Nadi với tỷ số 2-0 ở vòng sơ loại.

## Thành tích
- League Championship (cho các Quận): 1

1989, 1990, 1993
- Giải bóng đá vô địch liên quận: 3

1988, 1989, 1993
- Battle of the Giants: 3

1989, 1991, 2002
- Fiji Football Association Cup Tournament: 2

1993, 2001
- Champion versus Champion: 0

## Tiểu sử
- M. Prasad, Sixty Years of Soccer in Fiji 1938 – 1998: The Official History of the Fiji Football Association, Fiji Football Association, Suva, 1998.